# Comana (Brașov)
Comana is een Roemeense gemeente in het district Brașov.
Comana telt 2702 inwoners.